# Angerfist
Angerfist, pseudonimo di Danny Masseling (Almere, 20 giugno 1981), è un disc jockey e produttore discografico olandese.
Per tredici anni consecutivi è apparso nella classifica Top100Djs della rivista Dj Magazine con il piazzamento più alto al n°29 nel 2018, il più alto di sempre per un artista Hardcore.

## Carriera
Danny Masseling inizia a fare musica all'età di 16 anni. Comincia a produrre loop e breakbeat a quattro battute, negli anni il suo interesse nel produrre musica è iniziato a crescere. Dopo aver inviato una demo nel 1998 a Mark Vos, noto anche come DJ Buzz Fuzz, direttore della BZRK Records, inizia la sua carriera nel 2001. Il suo stile è caratterizzato da kick secchi e distorti, melodie cupe, influenze drum & bass e voci campionate da vari media, in particolare film, serie tv e brani hip hop Ha già alcuni successi hardcore nel suo nome, tra cui: Chronic Disorder, Dance with the Wolves, Raise Your Fist e Riotstarter. La sua crescente popolarità gli ha dato l'opportunità di produrre l'inno per Masters of Hardcore nel 2005, intitolato The World Will Shiver. Angerfist si è esibito in molti eventi noti come Tomorrowland, EDC, Ultra Music Festival,Sensation Black, Masters of Hardcore, Defqon.1, Mysteryland e Dominator. 
Ha conquistato il prestigioso 39º posto nella Top 100 DJs di DJ Mag del 2011. Nel 2018 si classifica 29º (posizione più alta raggiunta da un DJ hardcore in tutta la storia), mentre nel 2020 36º. Durante gli spettacoli dal vivo si esibisce sempre indossando maschere da hockey su ghiaccio appositamente progettate e felpa con cappuccio bianca o nera. Ultimamente si esibisce da solo ma anni fa era spesso accompagnato da un Master of Cerimonies chiamato MC Prozac (Minne Roos) il quale è un suo collaboratore, insieme anche a Crypsis. Entrambi DJ producers.

## Discografia

### Album in studio
- 2006 – Pissin' Razorbladez
- 2008 – Mutilate
- 2011 – Retaliate
- 2014 – The Deadfaced Dimension
- 2015 – Raise & Revolt
- 2017 – Creed of Chaos

### EP
- 2003 – Sons of Satan
- 2003 – Breakin' Down Society
- 2004 – Raise Your Fist
- 2006 – Broken Chain
- 2008 – In a Million Years
- 2009 – Bite Yo Style
- 2012 – Divide & Conquer (con Miss K8)
- 2013 – Lethal Generation
- 2014 – Mutant Moshpit Ravetunes
- 2019 – Diabolic Dice
- 2020 – Immortality (con Miss K8)